# Der Mann, der nicht nein sagen kann
Der Mann, der nicht mein sagen kann è un film del 1938 diretto da Mario Camerini.
Si tratta della versione tedesca del precedente film Ma non è una cosa seria dello stesso regista.

## Trama
Un libertino si sposa per restare libero nelle sue avventure con un matrimonio che vorrebbe di comodo. Alla fine il legame si rivelerà un'unione duratura e vera.

## Produzione
Il film fu prodotto dall'Itala-Film GmbH di Berlino.

## Distribuzione
In Germania, distribuito dalla Siegel-Monopolfilm, il film uscì in sala il 1º febbraio 1938 con il visto di censura del 28 gennaio.

## Altre versioni
- Ma non è una cosa seria, regia di Augusto Camerini con Fernanda Negri Pouget, Romano Calò, Ignazio Lupi (1921)
- Ma non è una cosa seria, regia di Mario Camerini (1936)